# 소피안 우미아
소피안 우미아(프랑스어: Sofiane Oumiha, 1994년 12월 23일~)는 프랑스의 권투 선수이다. 2016년 하계 올림픽에서 남자 라이트급 은메달, 2024년 하계 올림픽에서 남자 라이트급 은메달을 획득했으며 세계 선수권 대회에서 3회 우승을 차지했다.